# كابوزانتينيب
كابوزانتينيب (Cabozantinib) هو دواء يستخدم لعلاج سرطان الغدة الدرقية النخاعي وسرطان الخلايا الكلوية وسرطان الخلايا الكبدية. يستخدم في الحالات المتقدمة من المرض أو الحالات التي فشلت فيها العلاجات الأخرى. يؤخذ عن طريق الفم.
تشمل الآثار الجانبية الشائعة له: الإسهال والتعب وارتفاع ضغط الدم والغثيان وفقدان الوزن. قد تشمل الآثار الجانبية الأخرى: النزيف والناسور والجلطات الدموية ومشاكل الكبد ومتلازمة اعتلال بيضاء الدماغ الخلفي القابل للعكس. استخدامه في الحمل قد يضر الطفل.  وهو مثبط التيروزين كيناز لـ MET وVEGFR وAXL.
تمت الموافقة على كابوزانتينيب للاستخدام الطبي في الولايات المتحدة في عام 2012 وأوروبا في عام 2014. في المملكة المتحدة، تكلف جرعة قدرها 60 ملغ يوميًا لمدة شهر حوالي 5150 جنيهًا إسترلينيًا اعتبارًا من عام 2021. ويكلف هذا القدر في الولايات المتحدة حوالي 22600 دولار أمريكي.